# Oravasaari (ö i Lappland)
Oravasaari är en ö i Finland. Den ligger i sjön Onkamojärvi och i kommunen Salla i den ekonomiska regionen  Östra Lapplands ekonomiska region  och landskapet Lappland, i den norra delen av landet, 800 km norr om huvudstaden Helsingfors. Öns area är 3,2 hektar och dess största längd är 0,5 kilometer i sydöst-nordvästlig riktning.